# Lima Duarte, Minas Gerais
Lima Duarte  este un oraș în Minas Gerais (MG), Brazilia.